# Polikarpov I-180
Polikarpov I-180 byl sovětský jednomotorový stíhací letoun, který byl produkován pouze v omezeném množství.

## Vývoj
Jeho historie sahá do roku 1937, kdy se sovětský konstruktér Nikolaj Nikolajevič Polikarpov snažil vylepšovat a modernizovat předchozí poměrně úspěšný typ I-16. První prototyp Polikarpov I-180-1 měl zabudovaný dvouhvězdicový motor konstruktéra Tumanského typu M-87A s výkonem 698 kW s třílistou stavitelnou vrtulí VIŠ-6E. Vyzbrojen byl čtyřmi kulomety ŠKAS ráže 7,62 mm s možností zavěšení pum od 40 do 200 kg. První a také poslední let byl proveden 15. prosince 1938 se zalétávacím pilotem N. N. Polikarpova, Valerijem Pavlovičem Čkalovem. Při přistávacím manévru a teplotě -24 C došlo při snížení otáček k přechlazení motoru, první prototyp se zřítil a pilot zahynul.
Druhý prototyp I-180-2 s technologicky modernějším motorem M-87B o stejném výkonu, zalétal nový šéfpilot OKB Jevgenij Uljachin 19. dubna 1939. Již v květnu při pokusu o maximální dostup se zkušebním pilotem Tomasem Suzim došlo k další tragické havárii. Z výšky 10 000 m se střemhlavým letem s motorem na plný výkon zabořil do země.
Třetí prototyp I-180-3 měl již celokovové křídlo s plátěným potahem pouze křidélek a kormidel. Motor M-88R s reduktorem dával výkon 735 kW. Výzbroj tvořily dva kulomety ŠKAS a dva UBS ráže 12,7 mm. První let provedl pilot J. G. Uljachin 25. února 1939. Dne 26. května pilot NII VVS Stěpan Suprun s letounem havaroval. Po dotyku se zemí se rozbil podvozek a stroj se převrhl, Suprun byl přitom lehce zraněn. Během státních zkoušek tento prototyp 5. července 1940 opět havaroval, pilot Afanasij Prošakov se však zachránil na padáku. Přesto byl přijat do sériové výroby v závodě č.21 v Gorkém, která dala do 1. května 1940 desetikusovou ověřovací sérii. Poté byla výroba zrušena pro nedostatek duralu a přednost dostaly konstrukce stíhacích letounů z nedeficitních materiálů.

## Specifikace (I-180-3)

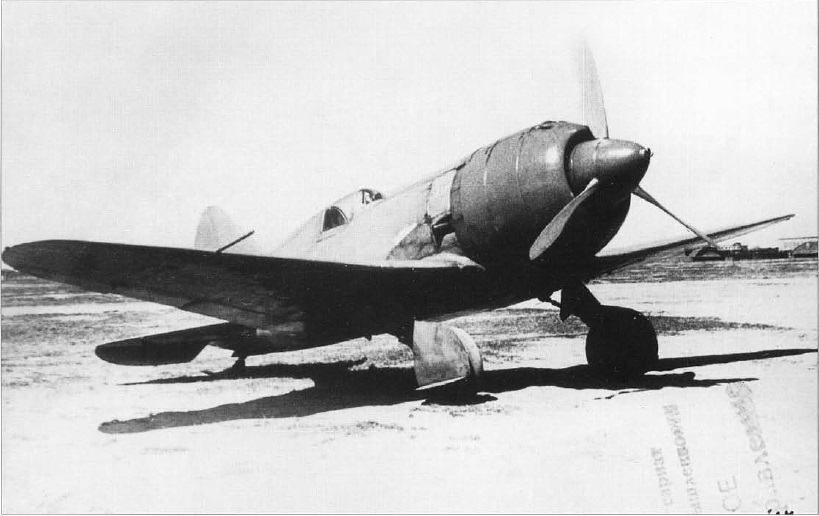
I-180

Údaje podle.

### Technické údaje
- Osádka:
- Rozpětí: 10,10 m
- Délka: 6,90 m
- Nosná plocha: 17,17 m²
- Hmotnost prázdného letounu: 1686 kg
- Vzletová hmotnost: 2440 kg
- Pohonná jednotka:

### Výkony
- Maximální rychlost u země: 455 km/h
- Maximální rychlost ve výšce 7100 m: 571 km/h
- Výstup na výšku 5000 m: 5,6 min
- Dostup: 11 600 m
- Dolet: 900 km